# Oileo
En la mitología griega, Oileo (en griego Ὀϊλεύς, Oī̈leús) es el rey de la Lócrida, en Opunte. Era hijo de Hodédoco, un personaje de quien se tienen pocos datos, pero su madre era Agrianome, hija de un tal Perseón o Perseonte. Oileo es recordado especialmente por ser el padre de Áyax; a éste usualmente se llamaba con el patronímico de Áyax Oilídada o como Áyax el Menor, para distinguirlo de Áyax Telamónida, hijo de Telamón, habitualmente llamado Áyax el Grande. Fue uno de los pretendientes de Helena. Hesíodo dice que el padre de Áyax se llamaba Ileo, cuyo nombre significa «complaciente»: «Ileo, al que amó el rey Apolo hijo de Zeus. Y le prometió tener este nombre porque, tras encontrar una ninfa, complaciente se mezcló con ella en amorosa amistad el día en que la muralla de la bien construida ciudad elevaron Poseidón y Apolo» —las murallas de Ilión—.  Seleuco vincula etimológicamente, entonces, a Ileo con Ilión.
Oileo era uno de los argonautas que viajaron con Jasón hasta la Cólquide en busca del Vellocino de oro. Apolonio dice que de vuelta de aquella expedición fue herido en un hombro por la pluma de una de las aves del lago de Estinfalo, los llamadas pájaros del Estínfalo. Oileo recibió ayuda de otro argonauta, Eribotes.
Las fuentes no se ponen de acuerdo acerca de la identidad de la esposa de Oileo y madre de Áyax. Homero nombra a Eriopis o Eriópide como la esposa de Oileo, pero otros afirmaban que la madre de Áyax por Oileo era Alcímaca, y otros afirmaban que Alcímaca era simplemente otro nombre para Eriopis. Tzetzes nos ofrece entonces tres variantes: Eriopis, Alcímaca o Astíoque, hija de Itilo. Oileo también fue el padre de Medón o Medonte, a quien se suele considerar ilegítimo; se dice que la madre de Medón fue una ninfa llamada Rene, aunque algunos dan a Alcímaca como su madre. Según Higino Rene también fue la madre de Áyax.